# マイケル・ケイトン＝ジョーンズ
マイケル・ケイトン＝ジョーンズ（Michael Caton-Jones, 1957年10月15日 - ）は、イギリス・スコットランド出身の映画監督。

## 略歴
バッキンガムシャーのNational Film and Television Schoolで学んだ。

## 主な作品
- スキャンダル Scandal (1989) 監督
- メンフィス・ベル Memphis Belle (1990) 監督
- ドク・ハリウッド Doc Hollywood (1991) 監督・撮影
- ボーイズ・ライフ This Boy's Life (1993) 監督
- ロブ・ロイ/ロマンに生きた男 Rob Roy (1995) 監督
- ジャッカル The Jackal (1997) 監督・製作
- 容疑者 City by the Sea (2002) 監督・製作
- ルワンダの涙 Shooting Dogs (2005) 監督
- 氷の微笑2 Basic Instinct 2 (2006) 監督
- World Without End (2012) 監督

## 参照
1. ↑  Michael Caton-Jones Biography (1957-)